# Pidonia chui
Pidonia chui là một loài bọ cánh cứng trong họ Cerambycidae.